# Philodendron bogotense
Philodendron bogotense är en kallaväxtart som beskrevs av Adolf Engler. Philodendron bogotense ingår i släktet Philodendron och familjen kallaväxter.
Artens utbredningsområde är Colombia. Inga underarter finns listade.